# Вишнёвая (Нижегородская область)
Вишнёвая (ранее Тер-Клоповка, Теряевка, Клоповка) — деревня в Ардатовском районе Нижегородской области России. Входит в состав Михеевского сельсовета.

## Этимология
Название деревне было присвоено в 1965 году Указом Президиума ВС РСФСР в связи с неблагозвучностью предыдущего названия Тер-Клоповка.
Название Тер-Клоповка появилось в период коллективизации сельского хозяйства в результате объединения селений Теряево и Клоповка. Название Клоповка в свою очередь происходило от бедности местных жителей, в домах которых было много клопов, название Теряевка же вероятно происходит от прозвища его основателя Теряя.

## Географическое положение
Деревня Вишнёвая находится на юго-западе Нижегородской области России, в 9 км к югу от Ардатова. Деревня соединена просёлочными дорогами на севере с селом Автодеево (расстояние 3 км), на юго-востоке — с селом Михеевкой (4 км), на северо-западе — с селом Кармалейкой (3 км). В деревне имеется два озера, оно окружено оврагами. Высота над уровнем моря около 175 метров.
Деревня Вишнёвая, как и вся Нижегородская область, находится в часовой зоне МСК (московское время). Смещение применяемого времени относительно UTC составляет +3:00.

## Административная принадлежность
Деревня Вишнёвая входит в состав Михеевского сельсовета Ардатовского муниципального округа Нижегородской области Российской Федерации.

## Климат
Деревня находится в зоне умеренно-континентального климата, который характеризуется холодной продолжительной зимой и тёплым, но достаточно коротким летом. За год выпадает в среднем 450—550 мм осадков, из них 68 % — в виде дождя и 32 % — в виде снега. Среднегодовая относительная влажность воздуха — 76 %. Снежный покров достигает 50 см, а в особо снежные зимы может достигать одного метра и более.
Весна приходит резко, обычно к середине апреля, при этом вплоть до середины мая нередки заморозки. Лето сравнительно короткое и достаточно жаркое — в отдельные годы температура может достигать 36 °C. Шапка лета приходится на июль. В конце весны и лета нередки грозы — их может случаться до 20 за год, почти каждый год выпадает град. Осень приходит в сентябре и стоит до начала ноября, но уже в сентябре нередки заморозки. Зима наступает в начале ноября и продолжается до середины марта. Обычно первый снег выпадает в октябре и держится в течение пяти месяцев, сходит к 10—15 апреля. Почва промерзает на глубину 70—90 см.
Вегетационный период составляет 189 дней, продолжительность безморозного периода — 137 дней.

## Население
| Численность населения | Численность населения | Численность населения | Численность населения | Численность населения | Численность населения | Численность населения | Численность населения |
| 1859                  | 1916                  | 1978                  | 1993                  | 1999                  | 2002                  | 2010                  | 2021                  |
| --------------------- | --------------------- | --------------------- | --------------------- | --------------------- | --------------------- | --------------------- | --------------------- |
| 319                   | ↗608                  | ↘306                  | ↘113                  | ↘65                   | ↘53                   | ↘36                   | ↘35                   |

## Инфраструктура
В деревне единственная улица Октябрьская.

## Комментарии
1. ↑  Теряевка + Клоповка
2. ↑  Теряевка + Клоповка